# SN 1998S
SN 1998S – supernowa typu IIn odkryta 18 marca 1998 roku w galaktyce NGC 3877. Jej maksymalna jasność wynosiła 12,20m.